# یواس‌اس اس‌سی-۲۵۵
یواس‌اس اس‌سی-۲۵۵ (به انگلیسی: USS SC-255) یک زیردریایی بود که طول آن ۱۱۰ فوت (۳۴ متر) بود.